# Duplachionaspis erianthi
Duplachionaspis erianthi är en insektsart som beskrevs av Borchsenius 1949. Duplachionaspis erianthi ingår i släktet Duplachionaspis och familjen pansarsköldlöss. Inga underarter finns listade i Catalogue of Life.